# Nectarium (tijdperk)
| Maan-tijdschaal | Maan-tijdschaal | Maan-tijdschaal   |
| Periode         | Epoche          | Tijd geleden (Ma) |
| --------------- | --------------- | ----------------- |
| Copernicum      | Copernicum      | heden - 1100      |
| Eratosthenium   | Eratosthenium   | 1100 - 3200       |
| Imbrium         | Laat            | 3200 - 3800       |
| Imbrium         | Vroeg           | 3800 - 3850       |
| Nectarium       | Nectarium       | 3850 - 3920       |
| Prenectarium    | Bekken Groepen  | 3850 - 4150       |
| Prenectarium    | Crypticum       | 4150 - 4567       |

Het geologisch tijdvak Nectarium is een periode uit de geologische tijdschaal van de Maan, die duurde van 3,92 tot 3,85 Ga. Het wordt voorafgegaan door de Bekken Groepen en na/op het Nectarium komt het Vroeg Imbrium.
Soms wordt de tijdschaal van de Maan in de Aardse geologische tijdschaal ingepast, in dat geval wordt het Nectarium gezien als een onderverdeling van het eon Hadeïcum. Beide zijn echter geen officiële geologische tijdperken. Uit de tijdperken Vroeg Imbrium, Nectarium, Basin Groups en Crypticum zijn op Aarde namelijk geen gesteenten gevonden, zodat ze niet bestudeerd kunnen worden.